# マジシャンズデッド
『マジシャンズデッド』（Magician's DEAD）は、バイキングより発売されたアーケードゲーム。オンライン稼働期間は2016年12月8日 - 2018年11月30日。

## 概要
『機動戦士ガンダム vs.シリーズ』や『ガンスリンガー ストラトス』シリーズなどのデベロッパーとして活動していたバイキングのパブリッシャー化第1弾タイトルで、ジャンルはマルチプレイヤーによる3D対戦型アクションゲーム。
魔法と超能力が混在する世界を舞台に、迫害に抵抗する魔法使いとそれを殲滅しようとするサイキッカー（超能力者）の戦いを描く。
ゲームデザイン面の大きな特徴として、コントロールデバイスに非接触型モーションセンサーを採用している点がある。
2017年7月12日にメジャーアップデートを実施し『マジシャンズデッド NEXT ブレイジング』へとリニューアル。
2018年11月30日をもってオンラインサービスを終了した。
2021年9月15日にコンシューマ移植版となるPlayStation 4用ソフト『マジシャンズデッド 〜Force of the Soul〜』が発表された。パブリッシングはオーイズミ・アミュージオが担当する。

## ストーリー
世界の裏で「魔法使い」の一族は平穏に暮らしていたが、世界政府が「世界中で起こっているテロは、魔法使いの仕業である」と公表し、「サイキッカー」による魔女狩り部隊「E.I.X.（エイクス）」を結成し、魔法使いの殲滅に乗り出した。
魔法使いの一族が住むグランツベリー村にE.I.X.の驚異が迫った時、魔法使いの少女クラリスが一族を守るためにE.I.X.に立ち向かった。

## ゲームシステム
筐体にはグリップコントローラ・非接触型モーションセンサ、そして複数のボタンがついている。
このうち、グリップコントローラは壁のぼりを含む移動およびターゲットの切り替えに使用され、ボタンは格闘攻撃を繰り出すのに使用される。
魔法・超能力（スキルフォース）は、モーションセンサの上にのせるようにして手を画面に向けてかざすことによって発動する。この際親指を動かすことで相手に向かってスキルフォースが発射される。また、手を握って持ち上げることでオブジェクトや敵を持ち上げることができ、手を開くことで持ち上げたものを投げつけることができる。

## 登場人物

### E.I.X.
シヴァン
声 - 立花慎之介
コードナンバー9が割り振られたサイキッカーで、青い炎を操る能力を持つ。無口で恥ずかしがり屋ながらも統率力にはたけており、サイキッカーたちの中心的存在となっている。魔法使いをせん滅することで自らの失われた記憶が取り戻せると考えている。
ロック
声 - 柿原徹也
サイキッカーの一人。幼少時からヒーローにあこがれてきたため、夢がかなって幸せな状況にいる。力強い風のスキルフォースを操る。
ドス
声 - 東地宏樹
スペイン出身のサイキッカーで、ドスという名前は自分のコードナンバーである2をスペイン語にしたものである。シヴァンとは親友。水を操る。
アイス
声 - 田中敦子
サイキッカーの女性。右目に眼帯をしている。電気を操る能力を持ち、スパークロッドという鞭のような武器を持つ。

### 魔法使いの一族
クラリス・フラーナ
声 - 小林元子
セント・ルーズベリー魔法学園に通う少女で、まだ未熟なところはあるものの魔法使いたちの代表になると信じられている。数年前にサイキッカーによって両親を失った。リーダーとしての素質はあるものの、本人はそのことに対して自信を持てずにいる。
リプル・トニトルース
声 - 矢作紗友里
クラリスの幼馴染にして同級生。明るく元気なおてんば娘で我が道を行くタイプだが、ロキには逆らえずにいる。電気を操るスキルフォースを得意とし、本人が音楽好きということもあり、エレキギターを持ち歩いている。
ロキニオン・アラウド
声 - 石川界人
セント・ルーズベリー魔法学園の生徒。愛称ロキ。サイキッカーたちから魔法使いたちを守ることを使命としている。風のスキルフォースを扱い、力よりも技巧での勝負に強い。
アクシリア・フェリークス
声 - 佐藤利奈
セント・ルーズベリー魔法学園の教師。水や氷に関するスキルフォースや回復魔法を得意とする一方、自らがダメージを与えられることに対して気にしないときがある。